# Cheix-en-Retz

Localització de Cheix-en-Retz

Cheix-en-Retz (en bretó Keiz-Raez, en gal·ló Chae-en-Rais) és un municipi francès, situat a la regió de país del Loira, al departament de Loira Atlàntic, que històricament ha format part de la Bretanya. L'any 2006 tenia 699 habitants. Limita amb els municipis de Port-Saint-Père, Brains, Rouans i Le Pellerin.

## Demografia
| 1962                                       | 1968 | 1975 | 1982 | 1990 | 1999 |
| ------------------------------------------ | ---- | ---- | ---- | ---- | ---- |
| 301                                        | 308  | 326  | 367  | 442  | 529  |
| Des de 1962: població sense dobles comptes |      |      |      |      |      |

## Administració
| Període | Identitat    | Partit |
| ------- | ------------ | ------ |
| 2001-   | Paul Porcher |        |